# Sophia Loren
Sophia Loren, oprindeligt Sofia Villani Scicolone (født 20. september 1934), er en af Italiens mest berømte filmstjerner.
Hun optrådte først i små roller og vandt andenplads i skønhedskonkurrencen "Miss Italia" i 1950.
Efter mange små roller – i 1951 havde hun en lille rolle uden replikker i Hollywood-eposen Quo Vadis?, der blev filmet i Italien – tog hendes karriere fart. Hun begyndte at arbejde med kendte filminstruktører som Vittorio De Sica og stjerner som Cary Grant. Hun vandt flere internationale priser for To kvinder i 1961. I 1960'erne var hun verdens mest berømte skuespillerinde, og i 1964 fik hun en million dollar for at optræde i Romerrigets fald.
Sophia Loren har en meget lang filmbiografi. Hun optræder mere sjældent nu, men har ikke trukket sig tilbage og medvirkede fx i musicalen Nine (2009). 

## Familieliv
Sophia Loren blev gift med filmproducent Carlo Ponti i 1957; de fik to børn.
Hendes yngre søster Anna Maria var gift med Romano Mussolini – søn af diktatoren – så Sophia er tante til den italienske politiker Alessandra Mussolini.